# Synclera retractilinea
Synclera retractilinea là một loài bướm đêm trong họ Crambidae.